# Edward Harley (2e comte d'Oxford)
Pour les articles homonymes, voir Edward Harley.
Edward Harley, 2e comte d'Oxford et comte Mortimer (2 juin 1689 - 16 juin 1741), titré Lord Harley entre 1711 et 1724, est un homme politique britannique, bibliophile, collectionneur et mécène des arts.

## Biographie
Il est le fils unique de Robert Harley, premier comte d'Oxford et comte Mortimer, de sa première épouse, Elizabeth Foley.
Il est député de Radnor (comme son père et son grand-père paternel l'ont été auparavant) de 1711 à 1714, et de Cambridgeshire de 1722 jusqu'à ce qu'il succède à son père en 1724 et entre à la Chambre des lords. Bibliophile, collectionneur et mécène, il s'intéresse peu aux affaires publiques. La collection considérable de pièces de monnaie et de médailles de Harley - 520 lots en tout - est vendue aux enchères par Christopher Cock à son domicile de la Grande Place de Covent Garden pendant six jours, à compter du 18 mars 1742. Il agrandit la bibliothèque de son père et élargit la collection Harley, qui se trouve maintenant à la British Library. Le département des manuscrits et des collections spéciales, de l’Université de Nottingham, détient un certain nombre de documents sur le 2e comte et sur la gestion de ses biens dans la collection de Portland (Londres). Les papiers de la famille Harley (Pw2Hy) font partie de la collection Portland (Welbeck).

## Domaine londonien
Par son épouse, il hérite de l'abbaye de Welbeck dans le Nottinghamshire et de Wimpole Hall dans le Cambridgeshire. Wimpole devient leur résidence principale, mais ils doivent la vendre en 1740 pour payer les dettes d'Edward. Il acquiert également une quantité considérable de terrains dans le West End de Londres, qui sont aménagés au cours de sa vie. De nombreuses rues désormais célèbres ont pris leurs noms - principalement Harley Street et Oxford Street. Parmi les autres rues, nommées d'après les propriétés Harley, figurent Wigmore Street et Wimpole Street.

## Famille
Le 31 août 1713, il épouse Henrietta Cavendish Holles (1694-1755), fille de John Holles (1er duc de Newcastle) et de son épouse, Margaret Cavendish, fille d'Henry Cavendish (2e duc de Newcastle). Ils ont deux enfants:
- Margaret Cavendish Harley (1715-1785), qui épouse William Bentinck (2e duc de Portland) en 1734.
- Henry Cavendish Harley, Lord Harley (18 octobre 1725 - 22 octobre 1725)

Lord Oxford et Mortimer sont morts à Londres en 1741 et sont enterrés dans la chapelle du duc de Newcastle à l'abbaye de Westminster. Son cousin Edward Harley (3e comte d'Oxford), lui succède au comté.